# Christine and the Queens
Рахим Рэдкар (фр. Rahim Redcar ; род. 1 июня 1988), ранее известный как Элоиза Аделаида Летисье (фр.  Héloïse Adelaide Letissier), профессионально -  Christine and the Queens или Chris, — французский исполнитель и автор песен.

## Биография
Элоиза Летисье родилась 1 июня 1988 года во французском городе Нант. Училась в лицее Клемансо (фр.) в Нанте. Окончив среднюю школу, переехала в Париж и два года посещала в лицее Фенелона специальные подготовительные классы для поступления в Высшую нормальную школу — одно из самых престижных высших учебных заведений Франции.
В 2008 году переехала в Лион и поступила в лионскую Высшую нормальную школу (фр.), где изучала театральное искусство.
В 2010 году снова вернулась в Париж, чтобы закончить свое обучение и полностью посвятить себя проекту Christine and the Queens, сочетающий в себе музыку, выступления, арт-видео, рисунки и фотографии.
Этот проект появился в конце 2010 года в Лондоне, где Элоиза познакомилась с компанией дрэг-квин, которые поддержали Летисье в трудные для неё времена и помогли ей разобраться в себе. Дрэг-квин-сообщество и по сей день является своеобразным источником вдохновения для альтер эго Элоизы — Кристин. Также «королевы» выступали вместе с Кристин на её ранних шоу.

## Карьера

### Дебют
В 2011 году артист была замечена одним из продюсеров независимого музыкального звукозаписывающего лейбла Remark Records. На этом лейбле «Christine and the Queens» выпустила свой дебютный мини-альбом «Miséricorde», затем в 2012 году был выпущен второй — «Mac Abbey», с синглами «Narcissus is Back» и «Cripple». Названия этих двух мини-альбомов — сценические имена двух из пяти знакомых дрэг-квин Элоизы, которые вдохновили её на создание музыки.
В 2012—2013 годах «Christine and the Queens» выступала на разогреве у таких исполнителей, как Lykke Li, The Dø, Woodkid и Lily Wood and the Prick.
В 2012 году Элоиза одержала победу в номинации «Открытие года» на известном в Европе музыкальном фестивале Printemps de Bourges, затем победила в номинации «Premières Francos» в рамках музыкального фестиваля Francofolies.
Осенью того же года певица подписала контракт с крупным независимым музыкальным лейблом Because Music, который дал ей гораздо больше возможностей для развития своего творчества.
В 2012 году вместе с электронным дуэтом The Name выпустила композицию под названием «Distance», в которой был использован её вокал.
3 июня 2013 года Кристин выпустила свой третий EP — «Nuit 17 à 52», музыкальный стиль которого критики часто относят к жанру электро-поп.
В феврале 2014 была номинирована на премию Victoires de la musique, открывала концерты бельгийского певца Stromae в Ницце, Женеве и Монпелье.

### Chaleur Humaine (2014—2018)
2 июня 2014 года был выпущен первый студийный альбом «Chaleur Humaine», ставший трижды платиновым во Франции. Два сингла из этого альбома — «Saint Claude» и «Christine» — принесли певице всеобщую популярность в её родной стране, а также в Бельгии.
13 февраля 2015 года на 30-й церемонии награждения в рамках музыкального фестиваля Victoires de la musique певица получает две награды из пяти номинаций, в том числе «Лучшая исполнительница года».
14 апреля 2015 Элоиза выпускает EP «Saint Claude», доступный только для жителей США. Данный мини-альбом был издан на лейбле Neon Gold Records. EP включает в себя пять песен на английском языке, среди которых особо примечательна песня «Tilted» — англоязычная версия песни Christine, первоначальная версия которой также была исполнена на английском языке под названием «Cripple» из мини-альбома Mac Abbey. Более того, вместе с EP Saint Claude в США была выпущена обновленная версия альбома Chaleur Humaine.
EP «Intranquillité» был выпущен 18 апреля 2015 года ограниченным тиражом в 1000 экземпляров в честь Дня музыкального магазина. Мини-альбом включает в себя четыре песни, в том числе новую композицию с одноимённым названием «Intranquillité», которую Кристин регулярно исполняла на своих концертах под названием «Dessassossego» и обновленную версию песни «Amazoniaque» (из альбома Mac Abbey).
Первый сингл No Harm Is Done из международной версии альбома Christine and the Queens, дата релиза которого была назначена на 16 октября 2015, вышел 9 сентября этого же года. Клип к данной англоязычной песне режиссировала сама певица. Второй сингл Here вышел 9 февраля 2016 года в виде дуэта с французским рэпером Booba.
Её песня iT звучит в конце 4-й серии 5-го сезона американского телесериала Девчонки.

### Chris (2018)
В рамках второго альбома, который получил название «Chris», были выпущены синглы «Girlfriend» (совместно с американским исполнителем Dâm-Funk), «Doesn’t matter», «5 dollars» и «La Marcheuse». Альбом вышел 21 сентября 2018 года.

### 2019
17 июля 2019 года британская певица Charli XCX совместно с Christine and the Queens выпустили сингл «Gone».

## Стиль
Летисье — давний поклонник творчества таких всемирно известных артистов, как Майкл Джексон, что отразилось на её танцевальных движениях, и Дэвид Боуи, который заметно повлиял на формирование её собственного стиля — андрогинный вид и ношение костюмов, что «позволяет ей не быть определенной как в поле и роде, так и в сексуальности».
Исполнительница продолжила развивать свой андрогинный образ посредством смены прически и постепенного отказа от части псевдонима Christine and the Queens в пользу более ёмкого Chris.С 2019 года , именовал себя как Рэдкар (фр. Redcar) 

## Личная жизнь
Сама исполнительница идентифицирует себя как пансексуал и трансмаскулинную персону .

## Дискография

### Студийные альбомы
- 2014: Chaleur humaine (лейбл Because Music)
- 2018: Chris
- 2022: Redcar les adorables étoiles (prologue) (2022)
- 2023: Paranoia, Angels, True Love (2023)

### Мини-альбомы
- 2011: Miséricorde

1. It — 4:39
2. Twist of Fate — 5:20
3. Be Freaky — 4:23
4. Who Is It (Michael Jackson cover) — 5:15
5. Kiss My Krass — 4:34

- 2012: Mac Abbey

1. Cripple — 4:06
2. Narcissus Is Back — 4:33
3. Amazoniaque (Yves Simon cover) — 4:39
4. Safe and Holy — 3:29
5. Drifter — 4:46

- 2013: Nuit 17 à 52

1. The Loving Cup — 3:41
2. Nuit 17 à 52 — 4:21
3. Starshipper — 5:02
4. Wandering Lovers — 3:19
5. Photos Souvenirs (William Sheller cover) — 3:17

- 2015: iTunes Session

1. Chaleur humaine — 3:03
2. Christine — 3:43
3. Who Is It (Michael Jackson cover) — 5:01
4. Saint Claude — 3:34
5. Starshipper — 5:03
6. Safe and Holy — 2:31

- 2015: Saint Claude EP

1. iT
2. Saint Claude
3. Tilted
4. Narcissus is Back
5. The Loving Cup

- 2015: Intranquillité (Disquaire Day EP)

1. Science fiction
2. Intranquillité
3. Paradis perdus (Christophe cover)
4. Amazoniaque (Yves Simon cover)